# 沃爾堡鎮區 (北達科他州卡斯縣)
沃爾堡鎮區（英語：Walburg Township）是位於美國北達科他州卡斯縣的一個鎮區。

## 地方資料
沃爾堡鎮區的面積為93.20平方千米，當中陸地面積為93.18平方千米，而水域面積為0.01平方千米。根據2020年美國人口普查的數據，當地共有人口140人，而人口密度為每平方千米1.5人。